# Strobilanthes helferi
Strobilanthes helferi är en akantusväxtart som beskrevs av T. Anders.. Strobilanthes helferi ingår i släktet Strobilanthes och familjen akantusväxter. Inga underarter finns listade i Catalogue of Life.